# NGC 1004
NGC 1004 é uma galáxia elíptica (E) localizada na direcção da constelação de Cetus. Possui uma declinação de +01° 58' 32" e uma ascensão recta de 2 horas, 37 minutos e 41,7 segundos.
A galáxia NGC 1004 foi descoberta em 1 de Dezembro de 1880 por Édouard Jean-Marie Stephan.